# ولادو چاپلیچ
ولادو چاپلیچ (انگلیسی: Vlado Čapljić؛ زادهٔ ۲۲ مارس ۱۹۶۲) بازیکن سابق و مربی فوتبال اهل بوسنی و هرزگویناست.
از باشگاه‌هایی که در آن بازی کرده‌است می‌توان به باشگاه فوتبال ژلیزنیچار سارایوو، باشگاه فوتبال دینامو زاگرب و باشگاه فوتبال پارتیزان اشاره کرد.
وی همچنین در تیم‌های ملی فوتبال زیر ۲۱ سال یوگسلاوی و یوگسلاوی بازی کرده‌است.
وی در مسابقات کشوری و بین‌المللی در مجموع برندهٔ ۱ مدال برنز شده‌است.